# Mota-Engil
Mota-Engil é um conglomerado português, líder nos setores da construção civil, obras públicas, operações portuárias, resíduos, águas e na logística.
O presidente do Conselho de Administração é António Vasconcelos da Mota, filho do fundador do Grupo, o empreiteiro Manuel António da Mota, e Gonçalo Moura Martins é atualmente o CEO da empresa. Jorge Coelho liderou a Comissão Executiva do Grupo de 2008 a 2013, e atualmente exerce funções como Consultor do Conselho Consultivo Estratégico da Mota-Engil.
Originário do concelho de Amarante, onde ainda possui sede social, este grupo empresarial possui atualmente os seus escritórios no Porto e em Lisboa.
O Grupo Mota-Engil integra mais de 280 empresas repartidas entre três grandes Áreas de Negócio — Engenharia e Construção, Ambiente e Serviços e Concessões de Transportes — marcando presença em 22 países através das suas sucursais e empresas participadas, entre elas a Mota-Engil Engenharia e Construção, S.A., SUMA, Manvia, Vibeiras e mais recentemente a EGF.
Em 2008 a Mota-Engil fez parte do ranking das cem maiores empresas europeias do setor da construção , mas atualmente faz parte do ranking das 30 maiores empresas europeias do setor.
A Mota-Engil SGPS, sociedade holding do Grupo, está cotada no PSI, principal índice da Euronext Lisboa.
A Mota Engil é considerada a 14ª maior construtora europeia, de acordo com o ranking anual da Engineering News-Record (ENR).

## História
Em 29 de Junho de 1946, o empresário Manuel António da Mota fundou a Mota & Companhia na cidade portuguesa de Amarante. Nesse mesmo mês e ano foi criada uma sucursal da empresa em Angola.
Até 1974 as atividades da Mota & Companhia centraram-se no território angolano, de início na área de exploração e transformação de madeiras e depois, a partir de 1948, também na área de construção e obras públicas. Em 1952 foi adjudicada à Mota & Companhia a execução do Aeroporto Internacional de Luanda, primeira grande obra pública a ser executada pela empresa neste território, então sob administração colonial portuguesa.
Por iniciativa de Fernando José Saraiva e António Lopes de Almeida, é fundada no mesmo ano em Lisboa a Engil, Sociedade de Engenharia Civil, Lda.. Com a entrada para a empresa de Simões Cúcio e António Valadas Fernandes, a Engil conhece a partir de 1954 um novo impulso e renovado dinamismo.
Em 1961, a atividade da Engil até aí centrada na região de Lisboa, inicia a sua dispersão por outras regiões do território português, através da adjudicação da Escola Industrial e Comercial de Castelo Branco e da construção, em Mirandela, da Ponte sobre o Rio Tua.
O ano de 1969 fica marcado pela celebração de um contrato com a empresa Siemens-Baunnion, pelo qual a Engil adquiriu em exclusivo para Portugal a patente do sistema de cofragens deslizantes Siemcrete, o que lhe permitiu executar, a partir desta data, inúmeras grandes obras de silos e chaminés. No quadro do alargamento das suas operações, foi igualmente criada na cidade do Porto a delegação Norte da empresa.
Atualmente, a Mota-Engil é um dos 30 maiores grupos europeus de construção, marcando presença em mais de 30 países entre a Europa, África e América Latina.

## Estrutura acionista
Atualizado em 30 de junho de 2023
| Entidade                                    | N.º de ações | % de capital |
| ------------------------------------------- | ------------ | ------------ |
| FM – Sociedade de Controlo, SGPS, SA        | 123.006.424  | 40,10%       |
| China Communications Construction Co., Ltd. | 99.426.974   | 32,41%       |
| Free float                                  | 78.250.971   | 25,51%       |
| Treasury Shares                             | 6.091.581    | 1,99%        |

## Atividades em África
Por seu turno e no ano de 1975, a Mota & Companhia expande a sua atividade para outros territórios africanos, iniciando na Namíbia a construção da barragem de Dreihuk. No Botswana, assegura a construção das infraestruturas do grande empreendimento Sun City e da estrada Matooster — Bierkraal. Posteriormente, na Suazilândia, constrói a estrada Lonhlupheko — Lomahasha. Com este conjunto de empreendimentos, a Mota & Companhia inicia assim o processo de progressiva internacionalização das suas actividades e negócios.
O ano de 1976 é assinalado pelo relançamento da Mota & Companhia em Portugal, através da adjudicação de uma pequena barragem (Lucefecit, Alentejo). Logo após, a Mota & Companhia surge como adjudicatária da empreitada de Regularização do Baixo Mondego, que permitiu lançar a empresa como construtora de grandes projetos nacionais, tornando-se, a breve trecho, na terceira maior empresa portuguesa do sector.

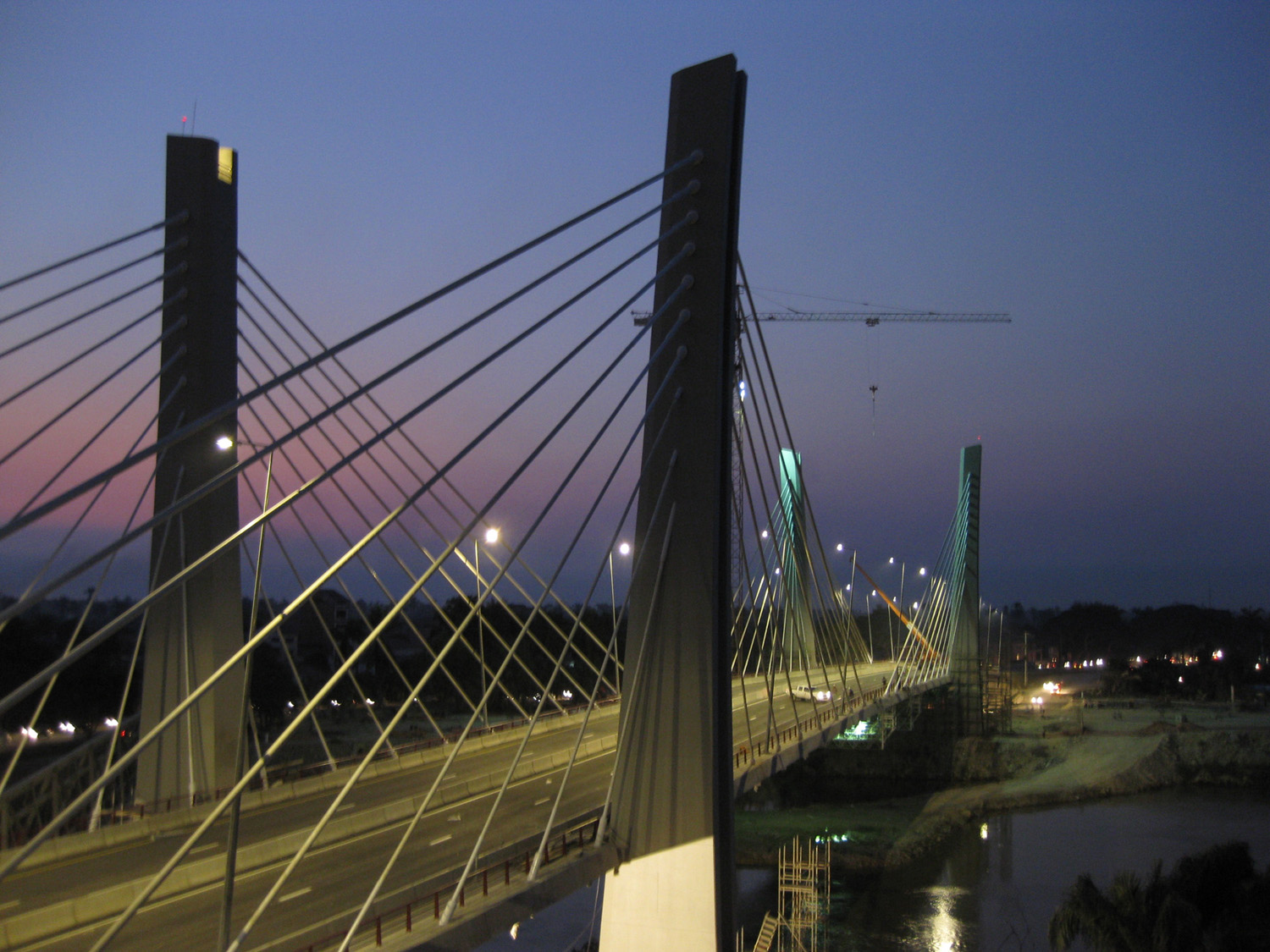
Ponte de Catumbela, Angola.

Em 1978, numa associação com a empresa Retosa, sediada em Caracas - Venezuela, a Engil participou, durante dois anos, na construção de fábricas e da Barragem do Guri, naquele país.
A partir de 1980 a Mota & Companhia expandiu as suas operações na República Popular de Angola. Neste ano, e em parceria com o estado angolano, criou a empresa de Construção de Terraplanagens Paviterra, UEM. A Mota & Companhia e a Paviterra foram, durante vários anos, as únicas estruturas empresariais de construção de obras públicas em Angola.
Em Agosto de 1987 a Mota & Companhia, sociedade por quotas, transformou-se em sociedade anónima, com posterior dispersão de 12% do seu capital pelo público e admissão à Bolsa de Valores de Lisboa.
No mesmo ano é constituída a Engil SGPS, procurando dar resposta à evolução do mercado de obras públicas e privadas e à necessidade de diversificação das suas atividades. Nos anos subsequentes foram adquiridas as empresas Sociedade de Empreitadas Adriano (1988), Gerco - Sociedade de Engenharia Eletrotécnica, SA (1990) e Ferrovias e Construções (1991). O ano de 1987 é ainda marcado pela construção da Barragem do Lindoso. Pela sua dimensão e características técnicas, esta obra constitui um marco na história das grandes obras construídas pela Engil. 

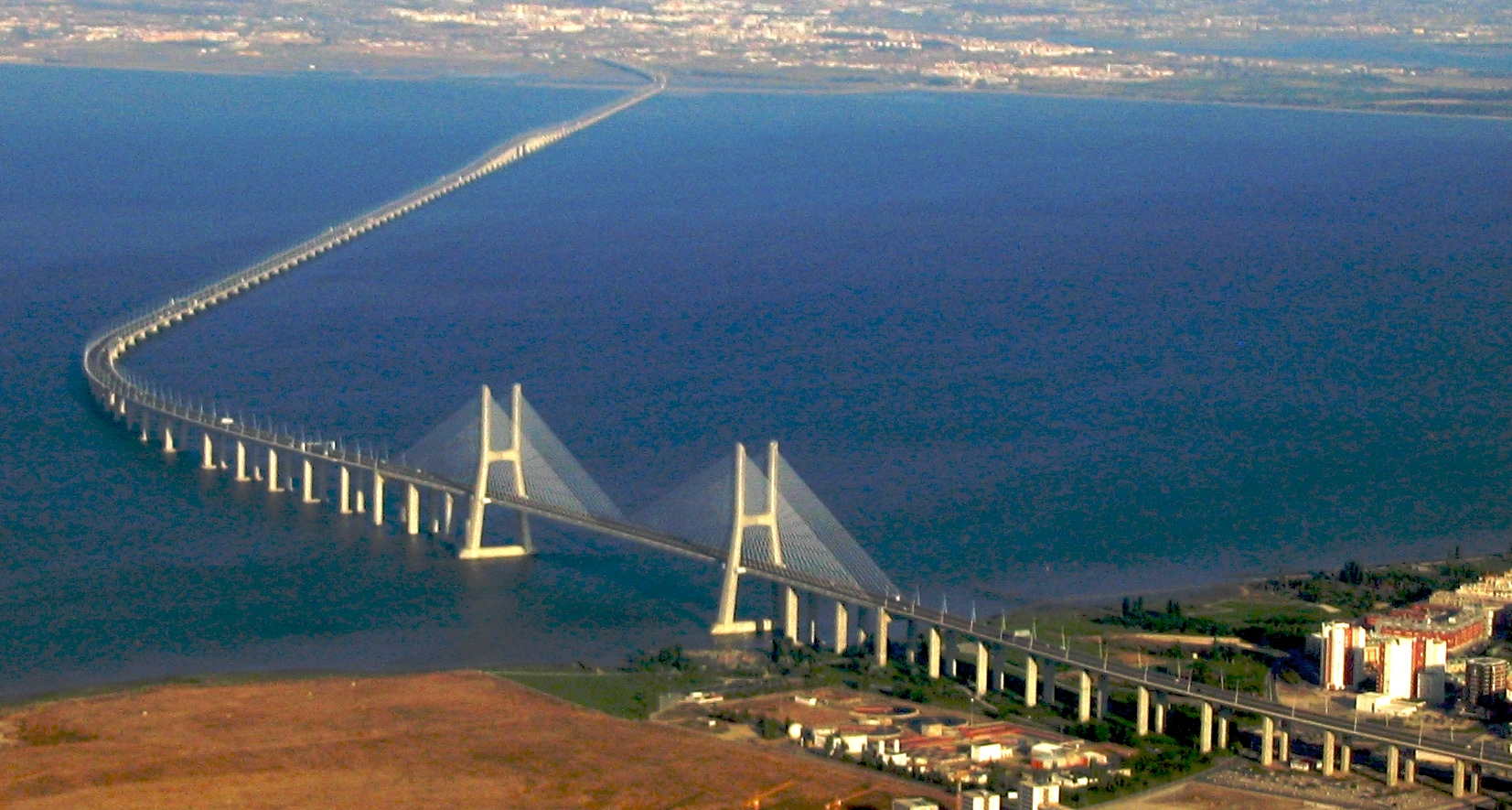
Ponte Vasco da Gama, Lisboa.

Com a entrada no mercado angolano em 1989, é relançado o processo de internacionalização da Engil. Nos anos de 1993, 1994 e 1996, foi dado novo impulso ao processo de internacionalização, com as entradas, respetivamente, nos mercados de Moçambique, Alemanha e Peru. A partir de 1990, a Mota & Companhia empreende o processo de diversificação da sua atividade. Entra nos negócios nas áreas da promoção imobiliária, sinalização de estradas, pré-fabricação de elementos estruturais, cerâmica, massas asfálticas, comercialização de veículos e equipamentos, transporte marítimo e indústria de tintas.
Em 1994 a Mota & Companhia integra o consórcio construtor da Ponte Vasco da Gama, em Lisboa ligando as margens norte e sul do rio Tejo. O ano é ainda marcado pela prossecução da diversificação de negócios da empresa através da aposta na área das Concessões de Transportes, em associação com outras empresas de referência. É assim constituída a Lusoponte, empresa concessionária das travessias rodoviárias do Tejo a jusante de Vila Franca de Xira.

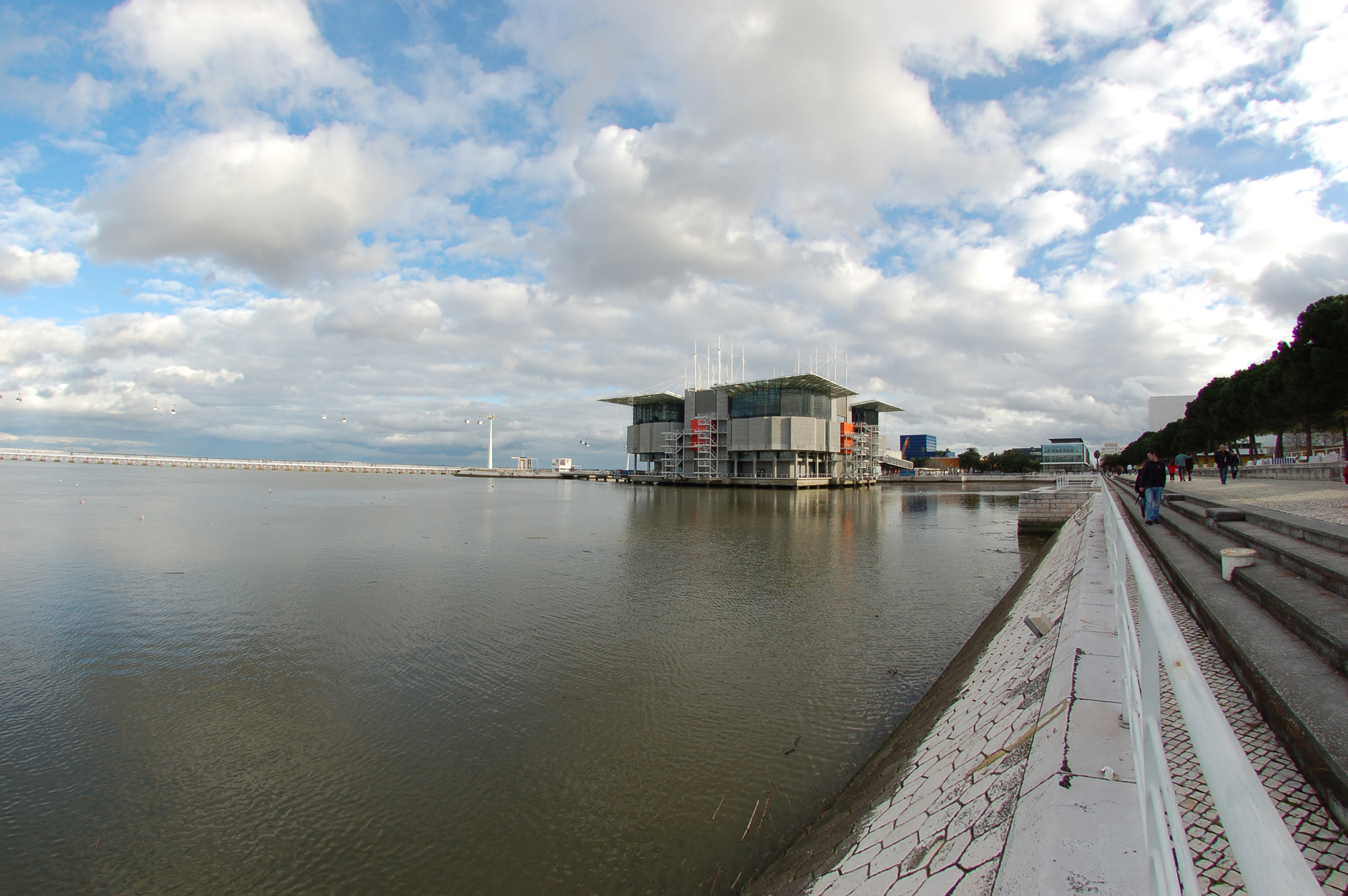
Oceanário de Lisboa, Portugal
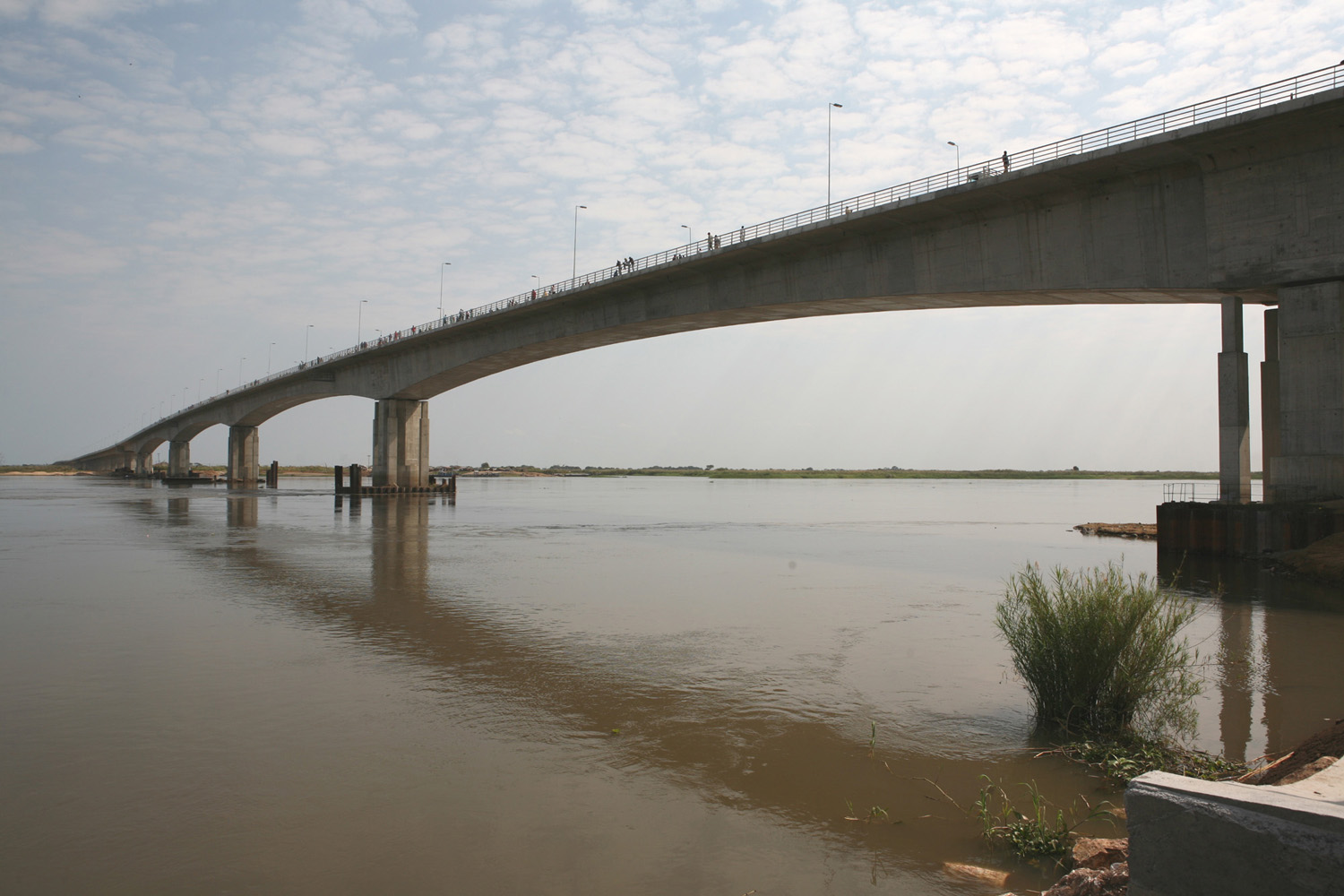
Ponte Armando Guebuza, Moçambique

A 23 de Julho de 1999, empresas do universo da família Mota, lançam uma Oferta Pública de Aquisição sobre a totalidade do capital da Engil SGPS, de que resultou, já no decorrer de 2000, a formação do Grupo Mota-Engil. Em 2002, a fusão das empresas Mota & Companhia, SA, Engil – Sociedade de Construção Civil, SA e Mota-Engil Internacional, dá origem à criação da maior construtora portuguesa. Simultaneamente, intensifica-se a estratégia de diversificação, com especial ênfase nos setores das concessões de transportes e ambiente e serviços. Em 2003 ficam definidas quatro áreas de negócio autónomas. A sociedade holding Mota-Engil SGPS agrega a Mota-Engil, Engenharia e Construção, SA, Mota-Engil, Ambiente e Serviços, SGPS, SA, MEITS – Mota-Engil, Imobiliário e Turismo, SA, Mota-Engil, Concessões de Transportes, SGPS, SA, detendo ainda diretamente o capital da Mota-Engil Serviços Partilhados Administrativos e de Gestão, SA.
Em 2012 deu-se a mudança do Modelo Organizacional do Grupo, que passou a ser definido por Regiões (Portugal / África / Europa Central e América Latina).

## Expansão para Europa de Leste
Em termos internacionais assiste-se a um reforço da carteira de encomendas na Europa de Leste. Depois da fusão de duas associadas do Grupo, constitui-se a Mota-Engil Polska, dando origem à quarta maior construtora a operar na Polónia. Em 2005 a Mota-Engil passou a ser cotada no PSI, principal índice da Euronext Lisbon no final de 2006, através da Mota-Engil Ambiente e Serviços, SGPS, o Grupo Mota-Engil adquiriu uma posição de controlo no Grupo Tertir, entrando assim no setor logístico e portuário.
Em 2007, a participada do Grupo Mota-Engil, Martifer SGPS, solicitou a admissão à negociação das suas ações na Euronext Lisbon, tendo a operação consistido num aumento de capital de 75 milhões de acções para 100 milhões, através de uma oferta pública de subscrição (IPO) de 25.000.000 ações representativas do capital social..
Em 2008 é constituída a Ascendi, resultante de uma parceria entre a Espírito Santo Concessões e a Mota-Engil Concessões. Neste novo veículo societário irão concentrar-se os ativos dos dois Grupos na área das concessões de transportes. No dia 26 de Maio de 2008 o Conselho de Administração da Mota-Engil SGPS deliberou a constituição de uma Comissão Executiva, tendo sido nomeado seu Presidente Jorge Coelho, função que exerceu até 2013.
Em 200é constituída a Fundação Manuel António da Mota, atualmente com sede no Mercado do Bom Sucesso, e que todos os anos atribui o "Prémio Manuel António da Mota", distinguindo organizações e personalidades que se destaquem nos vários domínios da sua atividade.
Em 5 de Janeiro de 2011, a Mota-Engil Engenharia e Construção, SA, foi agraciado com o Nielsen Norman Group Design Award 2011 Intranet.
Em 2014, a Mota-Engil recebeu dois galardões nos Prémios IRGA 2014, um para melhor Investor Relations Officer, recebido por João Vermelho, responsável pelas Relações com os Mercados, e outro por ter sido reconhecida como a empresa com melhor Performance em Bolsa.
Também em 2014, o Grupo Mota-Engil venceu a corrida à privatização da Empresa Geral de Fomento (EGF), 

iniciou atividade no Uganda e obteve um contrato de 3,5 mil milhões de dólares nos Camarões, o maior contrato da sua história.
Em 2017, O grupo Mota-Engil vendeu a totalidade do capital da RTA, empresa detentora do Parque Aquático de Amarante, ao grupo europeu Looping Group, que se apresenta como líder europeu na gestão e exploração de parques de diversão, com um total de 14 equipamentos em sete países.

## Controvérsias
Em 2006, a Mota-Engil foi alvo de buscas e o seu líder António Mota constituído arguido em 2009 entre outros 700, por envolvimento no sistema de fraude fiscal valendo várias centenas de milhões de euros que deu origem à Operação Furacão. António Mota, a sua irmã Maria Manuela e a Mota-Engil aceitaram pagar ao fisco cerca de 6,1 milhões de euros em duas prestações para não serem acusados pelo Departamento Central de Investigação e Acção Penal de prática do crime de fraude fiscal qualificada.
Em 2012 a Mota-Engil foi acusada no Malawi de corromper, entre 2010 e 2011, o ex-presidente Bingu Wa Mutharika, então já falecido, com mais de 40 mil euros, que foram oferecidos em troca de contratos.
A Mota-Engil foi das entidades que mais ganhou em adjudicações registadas no portal dos contratos públicos e em parcerias público-privadas (PPP) durante os dois governos de José Sócrates, valendo-lhe o rótulo de "construtora do regime socrático" entre alguns meios de comunicação.
No Peru, a Mota-Engil contava-se entre 30 empresas referidas numa investigação do Ministério Público peruano de 2018 por suspeitas de beneficiar de contratos de obras públicas através de acordos ilegais, em que a empresa receberia contratos em troca de uma percentagem do valor da obra.
Em 2019, sócios da Mota-Engil na Argentina, juntamente com a Rovella Carranza e a construtora JCR, com quem estavam associados, foram obrigados a marcar presença em tribunal na Argentina como parte de um processo conhecido como "Cadernos da Corrupção", a maior investigação contra a corrupção na história da Argentina. Em causa está a suspeita de intgrarem uma associação ilícita liderada pela ex-presidente Cristina Kirchner para desviar semanalmente dinheiro das obras públicas.
Em 2020, a Mota-Engil anunciou venda de mais de 30% do seu capital a empresa pública chinesa CCCC, dos maiores grupos de infra-estruturas mundial.

### Prémios e Condecorações
- 2019 - Prémio da Lusofonia - Categoria Ação Empresarial